# Enrique Fernando Ortiz Moruno
Enrique Fernando Ortiz Moruno (Azuaga, 2 de juliol de 1977) és un exfutbolista extremeny, que ocupava la posició de migcampista.
Va començar a jugar a diversos equips d'Extremadura i Andalusia, com el CP Cacereño, l'Algeciras CF o el Motril CF. El 2004 fitxa pel Cadis CF, amb qui debuta a la Segona Divisió.
El migcampista ha estat una peça fonamental del conjunt gadità en la segona meitat de la dècada dels 2000. La temporada 05/06, que el Cádiz va jugar a primera divisió, va ser un dels jugadors més emprats en eixa temporada, amb 36 partits.